# Cartouche (périodique)
Pour les articles homonymes, voir Cartouche.
Cartouche est une revue de petit format de l'éditeur Jeunesse et Vacances qui a eu 7 numéros de septembre 1964 à mars 1965. Le premier PF de l'éditeur est l'une des revues les plus recherchées par les collectionneurs. On y trouve les aventures de Cartouche par Jean Ollivier et Eduardo Coelho, Winetou et quelques autres.

## Les Séries
- Cartouche (Jean Ollivier et Eduardo Coelho) : no 1 à 7.
- Garrett le cavalier solitaire (Arturo del Castillo) : no 7
- Johnny l'Eclair : no 1 à 6
- Safari avec Bill Holden : no 7
- Winetou : no 1 à 7

## Documentation
- Louis Cance, « Cartouche », rubrique « Plein les poches », dans Hop ! no 88, 2000 (compléments dans le no 90, 2001).